# Detroit Pistons 1983-1984
La stagione 1983-84 dei Detroit Pistons fu la 35ª nella NBA per la franchigia.
I Detroit Pistons arrivarono secondi nella Central Division della Eastern Conference con un record di 49-33. Nei play-off persero al primo turno con i New York Knicks (3-2).

## Roster
| N° | Naz.                   | Ruolo | Sportivo         | Anno | Alt. | Peso |
| -- | ---------------------- | ----- | ---------------- | ---- | ---- | ---- |
| 7  | Stati Uniti (bandiera) | GA    | Kelly Tripucka   | 1959 | 198  | 100  |
| 9  | Stati Uniti (bandiera) | G     | Lionel Hollins   | 1953 | 191  | 84   |
| 11 | Stati Uniti (bandiera) | G     | Isiah Thomas     | 1961 | 185  | 82   |
| 15 | Stati Uniti (bandiera) | G     | Vinnie Johnson   | 1956 | 188  | 91   |
| 22 | Stati Uniti (bandiera) | GA    | David Thirdkill  | 1960 | 201  | 88   |
| 23 | Stati Uniti (bandiera) | AC    | Earl Cureton     | 1957 | 206  | 95   |
| 24 | Stati Uniti (bandiera) | A     | Ray Tolbert      | 1958 | 206  | 102  |
| 25 | Stati Uniti (bandiera) | GA    | John Long        | 1956 | 196  | 88   |
| 33 | Stati Uniti (bandiera) | G     | Walker Russell   | 1960 | 196  | 88   |
| 34 | Stati Uniti (bandiera) | A     | Ken Austin       | 1961 | 206  | 93   |
| 40 | Stati Uniti (bandiera) | C     | Bill Laimbeer    | 1957 | 211  | 111  |
| 41 | Stati Uniti (bandiera) | GA    | Terry Tyler      | 1956 | 201  | 98   |
| 53 | Stati Uniti (bandiera) | A     | Cliff Levingston | 1961 | 203  | 95   |
| 54 | Stati Uniti (bandiera) | C     | Kent Benson      | 1954 | 208  | 107  |

## Staff tecnico
- Allenatore: Chuck Daly
- Vice-allenatore: Dick Harter